# Hermann Krause (Rechtshistoriker)

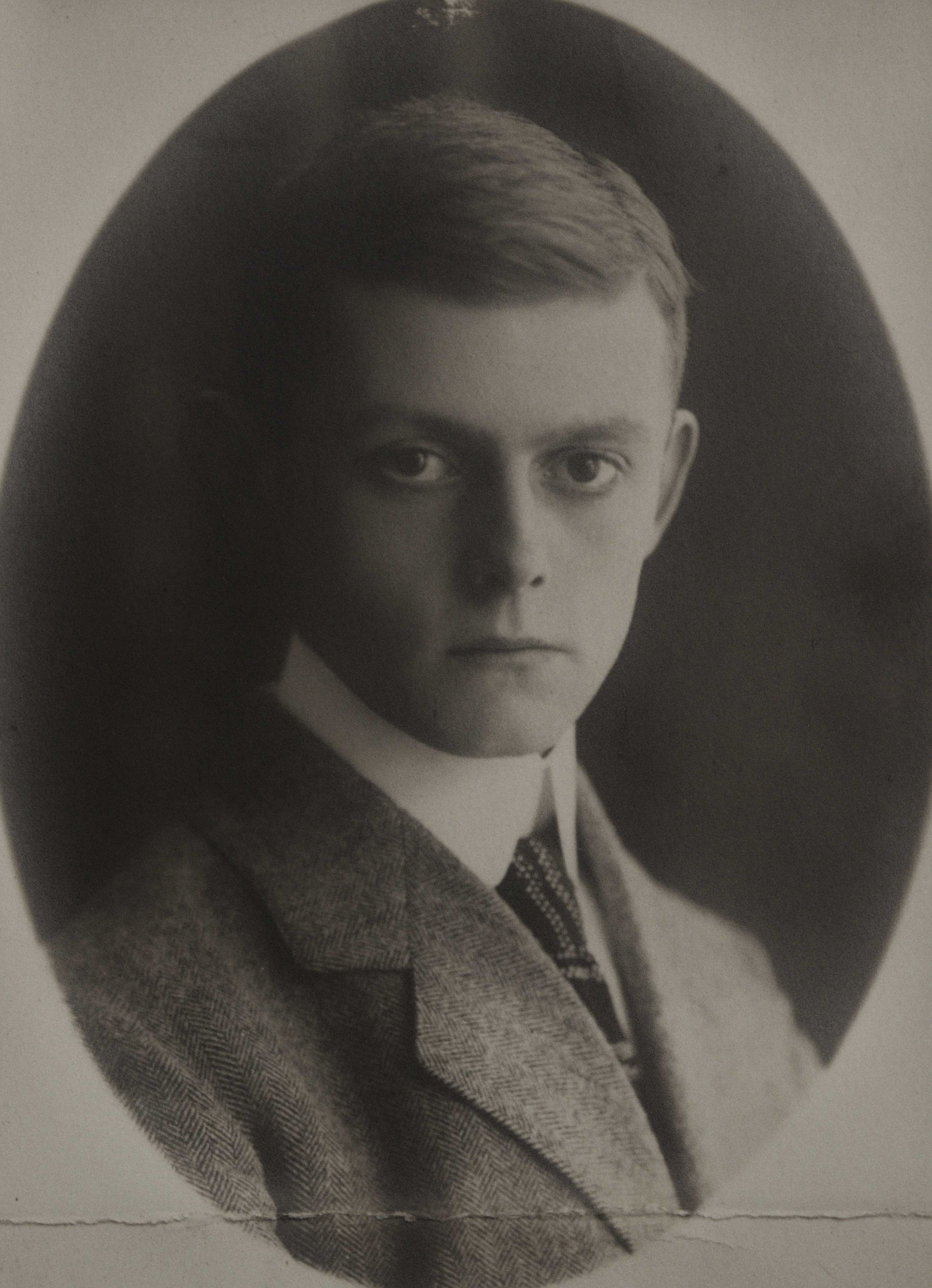
Hermann Krause als Student. Fotografie von 1921

Hermann Hugo Ernst Ludwig Krause (* 27. September 1902 in Schwerin; † 31. Juli 1991 in Heidelberg) war ein deutscher Rechtshistoriker und Privatrechtler.
Hermann Krause, Sohn des namensgleichen mecklenburgischen Ministerialrates Hermann Krause (1868–1935), studierte Geschichte und Rechtswissenschaft an den Universitäten Heidelberg und Rostock. In Heidelberg trat Krause im Sommersemester 1921 der Studentenverbindung Leonensia bei. Seine akademischen Lehrer waren Karl Hampe, Hermann Oncken, Gerhard Anschütz, Friedrich Endemann und Hans Fehr. 1927 wurde Krause in Rostock promoviert mit der von Hans Spangenberg angeregten und von Hans Erich Feine betreuten Arbeit über ein Thema zur mecklenburgischen Verfassungsgeschichte in der zweiten Hälfte des 16. Jahrhunderts. Die Dissertation wurde zum grundlegenden Werk über die mecklenburgische ständische Verfassung.
An der Handelshochschule Berlin war Krause wissenschaftlicher Assistent von Paul Gieseke. Dort erfolgte 1931 seine Habilitation für die Fächer Privatrecht, speziell für bürgerliches und Handelsrecht, Zivilprozessrecht und Rechtsgeschichte. Zum 1. Mai 1933 trat er der NSDAP bei (Mitgliedsnummer 2.593.163). Im Jahr 1934 ernannte ihn die Rechtswissenschaftliche Fakultät der Universität Berlin zum außerplanmäßiger Professor. 1936 wurde er als Nachfolger von Heinrich Mitteis Professor für Deutsche Rechtsgeschichte, Bürgerliches Recht sowie Handels- und Wirtschaftsrecht in Heidelberg. 1942 nahm ihn die dortige Akademie als Mitglied auf. Nach mehrjähriger Unterbrechung wurde er im Jahr 1975 erneut aufgenommen.
Von 1948 bis 1950 arbeitete Krause als Richter am Oberlandesgericht Karlsruhe. 1950 wurde er Professor für Handels- und Wirtschaftsrecht an der Wirtschaftshochschule Mannheim und war von 1953 bis 1954 deren Rektor. Seit 1952 war er gleichzeitig Honorarprofessor in Heidelberg. Im Jahr 1955 erfolgte die Ernennung zum ordentlichen Professor als Nachfolger von Heinrich Mitteis an der Universität München für Deutsche Rechtsgeschichte, Deutsches Privatrecht und Deutsches Bürgerliches Recht. 1957 wurde er Dekan der Münchener Fakultät. 1958 wurde er ordentliches Mitglied der Bayerischen Akademie der Wissenschaften. Krause wurde 1959 in die Zentraldirektion der Monumenta Germaniae Historica (MGH) berufen. 1965 wurde er Mitglied in der Historischen Kommission der Bayerischen Akademie der Wissenschaften. 1970 wurde er emeritiert.
Als akademischer Lehrer betreute Krause 57 Promotionen und zwei rechtshistorische Habilitationen. Nach dem Tod des Präsidenten Herbert Grundmann war Krause von April 1970 bis November 1971 geschäftsführender Präsident der MGH. Die Rechtsform der MGH, als Körperschaft des öffentlichen Rechts, geht auf ihn zurück. Große Bedeutung in der Rechtswissenschaft gewann seine mediävistische Studie Kaiserrecht und Rezeption.
Zum 70. Geburtstag wurde Hermann Krause mit einer Festschrift geehrt. Zum 85. Geburtstag wurde ihm von der Zeitschrift der Savigny-Stiftung für Rechtsgeschichte ein Band der germanistischen Abteilung (104/1987) gewidmet. Seit 1976 lebte er in Heidelberg. Die Universität Mannheim verlieh ihm 1983 die philosophische Ehrendoktorwürde.

## Schriften (Auswahl)
- Kaiserrecht und Rezeption (= Abhandlungen der Heidelberger Akademie der Wissenschaften, Philosophisch-Historische Klasse. 1952,1). Winter, Heidelberg 1952.
- Schweigen im Rechtsverkehr. Beiträge zur Lehre vom Bestätigungsschreiben, von der Vollmacht und von der Verwirkung. Elwert, Marburg 1933.
- Die geschichtliche Entwicklung des Schiedsgerichtswesens in Deutschland. Heymann, Berlin 1930.
- System der landständischen Verfassung Mecklenburgs in der zweiten Hälfte des 16. Jahrhunderts (= Rostocker Abhandlungen. Rechtswissenschaftliche Reihe. Band 2). Hinstorff, Rostock 1927.